# عقاب‌های راهب
عقاب‌های راهب (نام علمی: Harpyhaliaetus) نام یک سرده از تیره بازان است.